# 未就学児
未就学児（みしゅうがくじ）とは、小学校などの初等教育機関に就学する年齢（学齢）に満たない児童のこと。

## 概要
日本では義務教育である小学校の就学年齢に満たない児童の事を指す。幼稚園は文部科学省が所管し私立の場合は学校法人が運営するなど、法律上は教育機関に位置づけられているが幼稚園の園児は未就学児に含まれる（表記には“未就学児”または“幼児”と記され乳児も含まれる場合もある）。

## 未就学児の扱い
- 公共交通機関では運賃の免除または減額（小人料金）が適用される。
- コンサート等への入場を制限される場合がある（年齢によって異なる）。